# Gypona conda
Gypona conda är en insektsart som beskrevs av Delong och Freytag 1964. Gypona conda ingår i släktet Gypona och familjen dvärgstritar. Inga underarter finns listade i Catalogue of Life.